# Ди Дженнаро, Раффаэле
Раффаэле Ди Дженнаро (итал. Raffaele Di Gennaro; род. 3 октября 1993, Саронно, Ломбардия) — итальянский футболист, вратарь клуба «Интернационале».

## Карьера

### Интер
Начал карьеру в «Примавере Интернационале», с командой выиграл турнир NextGen Series и чемпионат Примаверы. Из-за травм пропустил по половине сезонов 2010/11 и 2011/12.

### Читтаделла
В июне 2013 года перешёл в «Читтаделлу» на правах аренды. Дебютировал 11 августа во втором раунде Кубка Италии, где клуб дома победил над «Савону» 1:0. 18 августа был в стартовом составе «Читтаделлы» в 3 раунде Кубка Италии, где команда проиграла «Интеру» 0:4. 24 августа дебютировал в Серии Б в игре против «Специи» (1:1).

### Латина
11 июля 2014 года подписал контракт с «Латиной», уйдя туда в аренду на сезон. 4 октября он дебютировал за «Латину» в Серии В в гостях со счетом 1:0 против «Трапани», в своем дебютном матче он получил красную карточку. 6 декабря впервые сохранил свои ворота с чистым счетом за «Латину» в выездной ничьей 0:0 против «Перуджи». 11 июля 2015 года он вернулся в «Латину» на второй срок аренды.

### Тернана
19 августа 2016 года Ди Дженнаро был отдан в аренду команде Серии В «Тернана» на аренду на сезон. 7 сентября он дебютировал за Тернану и сохранил свой первый чистый счет за клуб, одержав победу со счетом 1:0 над «Пизей».

### Специя
12 июля 2017 года Ди Дженнаро подписал контракт со «Специей» на сезон в аренду.

### Катандзаро
13 августа 2019 года Ди Дженнаро присоединился к клубу Серии C «Катандзаро» на правах свободного агента и подписал контракт на 2 года.

### Пескара
14 августа 2021 года присоединился к клубу «Пескара».